# Neocucumella
Neocucumella is een geslacht van zeekomkommers uit de familie Cucumariidae.

## Soorten
- Neocucumella bicolumnata (Dendy & Hindle, 1907)
- Neocucumella fracta O'Loughlin & O'Hara, 1992
- Neocucumella turnerae O'Loughlin, 2007